# Onosma microcarpum
Onosma microcarpum är en strävbladig växtart som beskrevs av John Stevenson och Dc. Onosma microcarpum ingår i släktet Onosma och familjen strävbladiga växter. Inga underarter finns listade i Catalogue of Life.